# Juin 1818

## Événements
- Bataille d’Amalinda[1]. Début de la cinquième guerre cafre, dirigée par le prophète xhosa Makana (en), dit Nxele (« le Gaucher », 1780-1819), qui est arrêté après le siège de Grahamstown avec 10 000 de ses fidèles (avril 1819) puis tué lors d’une tentative d’évasion du pénitencier de Robben Island.

- 2 juin : le Sikh Ranjit Singh prend Multan[2]. Les Sikhs font la conquête du Cachemire (1819).

## Naissances
- 17 juin : Charles Gounod, compositeur français († 1893).
- 18 juin : Angelo Secchi (mort en 1878), astronome italien.

## Décès
- 4 juin : Egbert van Drielst, peintre néerlandais (° 12 mars 1745).
- 6 juin : Jean-Baptiste Massieu, religieux et homme politique français, député du clergé du bailliage de Senlis aux États généraux, Évêque constitutionnel du département de l'Oise (° 17 septembre 1743).